# Grzegorz Braun
Grzegorz Michał Braun, né le  11 mars 1967 à Toruń dans la voïvodie de Bydgoszcz (dans ses frontières de 1950 à 1975, en Pologne), est un homme politique polonais d'extrême droite. Il est candidat lors des élections présidentielles de 2015 et de 2025.
Il est connu pour ses propos antisémites et négationnistes.

## Biographie
Fils du réalisateur Kazimierz Braun et neveu de l'ancien directeur de Telewizja Polska, Juliusz Braun, il est le frère de l'actrice Monika Braun.
Grzegorz Braun est sorti diplômé de l'université de Wrocław en 1987 ; il a complété ses études à la faculté de communication de l'université de Silésie, qu'il quitte en 1993.
Le 24 janvier 2015, Grzegorz Braun a annoncé sa candidature à l'élection présidentielle, dont le premier tour s'est tenu le 10 mai suivant ; il dit représenter le courant monarchiste, bien qu'il ne soit pas le seul candidat se réclamant de cette doctrine. Grzegorz Braun a obtenu 0,83 % des voix ; il a soutenu la candidature de Andrzej Duda pour le deuxième tour.
En décembre 2021, il participe à une manifestation anti-vaccin, lors de laquelle il pose, avec d'autres membres de la Confédération (coalition dont il est membre), devant une bannière « La vaccination rend libre » calquée sur le signe Arbeit macht frei des camps d'extermination nazis, ce qui occasionne une polémique. Il est écarté de la Confédération en raison de ses positions jugées pro-russes et extrémistes.
En avril 2025, il entre dans un hôpital du powiat d'Oleśnica suivi de 30 hommes afin d'effectuer une « arrestation citoyenne » d'une docteure suite à un avortement légal. 
Il est candidat à l'élection présidentielle de 2025. Alors qu'il n'était qu'en 7e position dans les sondages, il finit quatrième avec 6,3 % des voix exprimées. Son résultat surprend les analystes, qui pensaient que ses positions politiques radicales attireraient peu les électeurs. Selon un professeur de l'université de Varsovie, Braun est surtout soutenu par des hommes d'âge moyen vivant dans les régions les plus conservatrices de Pologne, parmi lesquels d'anciens sympathisants de Droit et justice, déçus par les partis politiques traditionnels.
À l'issue du premier tour de l'élection présidentielle de 2025, Braun révèle que des personnes de l'entourage du candidat Karol Nawrocki, soutenu par Droit et justice, lui ont proposé une grâce présidentielle en échange de son soutien, alors même qu'aucun acte d'accusation n'a encore été établi contre lui. Cette proposition concerne des charges potentielles liées à l'incident des bougies de Hanoucca, ainsi que des accusations d'offense envers un médecin et d'atteinte à l'intégrité physique.

## Prises de position et polémiques

### Sur l'histoire polonaise
Les opinions politiques de Braun sont basées sur l'évaluation de l'histoire polonaise, avec une attention particulière au 1050e anniversaire de l'acceptation du christianisme par la Pologne. Il s'oppose à l'idée selon laquelle la Pologne serait un État dépendant et contrôlé par l'Union européenne. Il estime que la prospérité continue de la Pologne ne peut être garantie que par la préservation des valeurs familiales traditionnelles, des principes de la foi catholique romaine et d'une éducation fondée sur la foi. Ses opinions politiques sont d'extrême droite.
Il est partisan de révisions de l'héritage de l'ancien président Lech Wałęsa sur la base de la prétendue coopération de Wałęsa avec les services secrets communistes. Il est partisan de révisions de l'enquête du gouvernement polonais actuel sur le crash du Tu-154 de l'armée de l'air polonaise en 2010 (accident de l'avion présidentiel polonais) à Smolensk. 

### Sur l'économie
Ses opinions économiques peuvent être décrites comme classiquement libérales dans la mesure où il soutient une taxe par tête et une réduction de la TVA.

### En faveur de la Russie
En août 2016, Braun a participé à une conférence organisée par le Centre d'analyse des politiques européennes sur la propagande russe dans les anciens pays satellites soviétiques. Il a suggéré de maintenir un équilibre contrôlé entre l'UE et la Russie. La candidate présidentielle du Mouvement national, Marian Kowalski, a critiqué Braun pour ne pas faire confiance aux forces de l'OTAN stationnées en Pologne comme moyen de défense légitime contre la Russie. Braun appelle la Pologne à entretenir et à exploiter de manière indépendante des armes nucléaires.
En octobre 2024, au Parlement européen, il déclare que l'aide militaire à l'Ukraine dessert le peuple ukrainien et ne fait que prolonger la guerre. Son micro est alors coupé, en plein milieu de son discours, dans la mesure où son intervention n'est pas une question. 

### Antisémitisme
Connu pour ses déclarations antisémites, Grzegorz Braun interrompt violemment une conférence sur la Shoah de l'historien Jan Grabowski, le 30 mai 2023. Le 12 décembre 2023, il provoque un scandale en éteignant les bougies d'une hannoukia, chandelier symbole du judaïsme en plein Parlement à l'aide d'un extincteur,. Il justifie son acte en insinuant que la Pologne est en train de devenir « un État juif ». En réponse à ce geste, le président de la Diète, Szymon Hołownia, interrompt les débats et exclut Grzegorz Braun pour ce geste « de racisme, de xénophobie et d’antisémitisme ». Le président du Conseil des ministres polonais, Donald Tusk, qualifie quant à lui ce geste de « chose inacceptable » et de « honte ».
Il commence également à militer pour qu'Israël soit reconnu comme un État terroriste. Il traite Netanyahou de boucher et s'indigne du fait que certains ministres israéliens aient qualifiés les Palestiniens d'animaux, avant de comparer cette rhétorique à celle de l'armée allemande lors de l'invasion de la Pologne.
Le 10 juillet 2025, il nie l'existence des chambres à gaz du camp d'extermination d'Auschwitz et reprend des accusations de meurtre rituel à l'égard des Juifs. Le directeur du musée national Auschwitz-Birkenau Piotr Cywiński annonce porter plainte, tandis que le Premier ministre Donald Tusk dénonce ces déclarations. Une enquête préliminaire est ouverte à la suite de ses propos. Braun se rend également à Jedwabne lors de la commémoration du pogrom de 1941, où il tente avec d'autres personnes de bloquer le départ de véhicules transportant les participants à la cérémonie, dont le grand-rabbin de Pologne, ce qui nécessite l'intervention de la police. Le bureau de la Commission en chef pour la poursuite des crimes contre la nation polonaise (en) annonce avoir ouvert une enquête le 14 juillet 2025.